# Big Falls, Quận Waupaca, Wisconsin
Big Falls là một làng thuộc quận Waupaca, tiểu bang Wisconsin, Hoa Kỳ. Năm 2006, dân số của làng này là 85 người.